# Vasilīs Mpouzas
Vasilīs Mpouzas (in greco Βασίλης Μπούζας?; Atene, 30 giugno 1993) è un calciatore greco, centrocampista dell'Ethnikos Neou Keramidiou.

## Carriera

### Club
Ha giocato nella prima divisione dei campionati greco ed egiziano.

### Nazionale
Ha giocato nelle nazionali giovanili greche Under-19 ed Under-21.